# Eddy Merckx

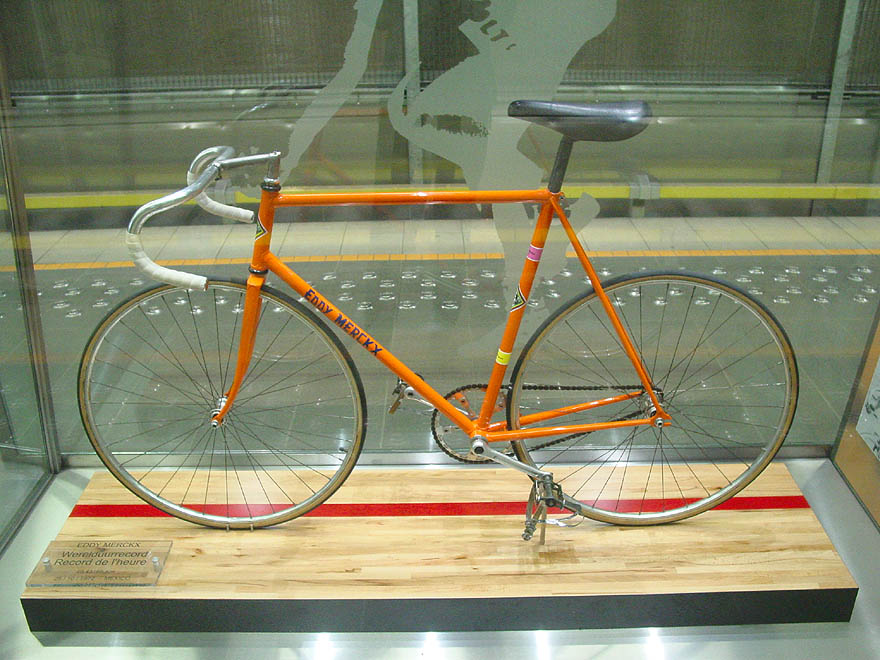
Cykeln som Eddy Merckx slog timrekordet med 1972, utställd på Eddy Merckx tunnelbanestation i Bryssel.

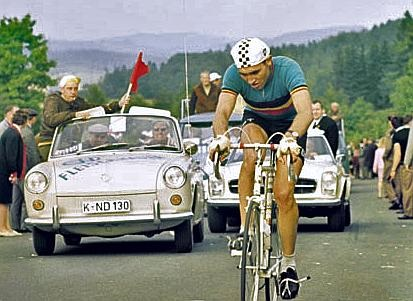
Eddy Merckx 1966.

Édouard Louis Joseph "Eddy" Merckx, född 17 juni 1945 i Meensel-Kiezegem (en förort till Bryssel), är en belgisk före detta proffscyklist som dominerade sporten under början av 1970-talet med ett stort antal segrar i de stora cykeltävlingarna.
1996 gjorde Albert II Eddy Merckx till baron.

## Karriär
Merckx, som brukar betraktas som den främste cyklisten genom tiderna, tog totalt 525 segrar på 1800 starter åren 1961–1978. Fem av dessa tog han i Giro d'Italia. Han bar dessutom den rosa ledartröjan i tävlingen i 77 dagar sammanlagt. Merckx vann också Tour de France fem gånger, en bragd som endast ett fåtal andra cyklister lyckats med. Mellan åren 1969 och 1975 vann han 34 etappsegrar i Tour de France, ett rekord som stod sig till 2024 då den brittiske spurtspecialisten Mark Cavendish lyckades vinna sin 35:e etapp. Alla år 1969–1975 vann han också "världscupen" Super Prestige Pernod. 
Spanien runt vann Merckx 1973. Han är därmed en av fem cyklister, som har vunnit alla de tre stora etapploppen under sin karriär.
Han är en av tre som vunnit alla de fem monumenten och den ende som vunnit varje av dem minst två gånger: Milano-Sanremo 7, Liège-Bastogne-Liège 5, Paris-Roubaix 3, Flandern runt 2 och Lombardiet runt 2 - vilket blir 19 monumentsegrar totalt, fler än någon annan (näst flest har Roger De Vlaeminck med 11).
Merckx började tävlingscykla när han var 14 år och fyra år senare blev han amatör-världsmästare. Som 19-åring blev han professionell. Han vann också världsmästerskapen för professionella cyklister 1967, 1971 och 1974. Samma år som sin sista vinst i världsmästerskapen vann han också Giro d’Italia och Tour de France, en bedrift som endast irländaren Stephen Roche och slovenen Tadej Pogačar lyckats göra om.
Under sin karriär vann Merckx alla klassiker som fanns förutom Paris-Tours och mot slutet vann han sjutton sexdagarslopp på bana, femton av med belgaren Patrick Sercu som partner.
Merckx slutade tävlingscykla 1978, när han var 33 år gammal. Sedan han drog sig tillbaka arbetar han på sitt företag i Belgien som gör cykelramar. Hans son, Axel Merckx, gick i sin fars fotspår och blev även han proffscyklist.

## Meriter - landsväg

### Amatör
1962
 Belgisk mästare i linjelopp för debutanter
1964
 Världsmästare i linjelopp för amatörer

### Professionell
1965
Vinnare av Omloop van het Houtland Torhout
1966
Vinnare av Milano-Sanremo
Vinnare av GP Pino Cerami
Vinnare av etapp 2 i GP du Midi-Libre
Tour du Morbihan
 Vinnare totalt
Vinnare av etapperna 3 och 4
Vinnare av Druivenkoers Overijse
Vinnare av Circuit de l'Aulne
Vinnare av Kampioenschap van Vlaanderen
Vinnare av Trofeo Baracchi (med Ferdinand Bracke)
Vinnare av Escalada a Montjuïc
1967
Vinnare av etapperna 6 och 7 i Giro di Sardegna
Vinnare av etapperna 2 och 6 i Paris-Nice
Vinnare av Milano-Sanremo
Vinnare av Gent-Wevelgem
Vinnare av Vallonska pilen
Vinnare av etapperna 12 och 14 i Giro d'Italia
Vinnare av  linjeloppet vid Världsmästerskapen i landsvägscykling
Vinnare av etapp 3 i Paris-Luxemburg
Vinnare av Nationale Sluitingsprijs
Vinnare av Trofeo Baracchi (med Ferdinand Bracke)
1968
Giro di Sardegna
 Vinnare totalt
Vinnare av etapperna 1 och 5b
Vinnare av etapp 3 i Setmana Catalana
Vinnare av etapp 2 i Belgien runt
Vinnare av Paris-Roubaix
Tour de Romandie
 Vinnare totalt
Vinnare av etapp 1b
Giro d'Italia
 Vinnare totalt
 Vinnare av poängtävlingen
 Vinnare av bergspristävlingen
Vinnare av etapperna 1, 2, 8 och 12
Vinnare av Tre Valli Varesine
Volta a Catalunya
 Vinnare totalt
Vinnare av etapperna 2 och 6b
1969
Vinnare av Super Prestige Pernod
Volta a la Comunitat Valenciana
 Vinnare totalt
Vinnare av etapperna 3, 4 och 5
Paris-Nice
 Vinnare totalt
Vinnare av etapperna 2, 3b och 7b
Vinnare av Milano-Sanremo
Vinnare av Flandern runt
Vinnare av etapp 2b i Vuelta a Mallorca
Vinnare av Liège-Bastogne-Liège
Vinnare av etapperna 3, 4, 7 och 15 i Giro d'Italia
Tour de France
 Vinnare totalt
 Vinnare av poängtävlingen
 Vinnare av bergspristävlingen
 Vinnare av kombinationstävlingen
 utsedd till loppets mest offensive deltagare
Vinnare av etapperna 6, 8a, 11, 15, 17 och 22b
Paris-Luxemburg
 Vinnare totalt
Vinnare av etapp 2
Vinnare av Circuit de l'Aulne
1970
Vinnare av Super Prestige Pernod
Vinnare av etapperna 2 och 5a i Giro di Sardegna
Paris-Nice
 Vinnare totalt
 Vinnare av poängtävlingen
 Vinnare av bergspristävlingen
Vinnare av etapperna 3, 7b och 8b
Vinnare av Gent-Wevelgem
Belgien runt
 Vinnare totalt
Vinnare av etapperna 1b och 3b
Vinnare av Paris-Roubaix
Vinnare av Vallonska pilen
Giro d'Italia
 Vinnare totalt
 Vinnare av bergspristävlingen
Vinnare av etapperna 2, 7 och 9
Vinnare av  linjeloppet vid Belgiska mästerskapen
Tour de France
 Vinnare totalt
 Vinnare av bergspristävlingen
 Vinnare av kombinationstävlingen
 utsedd till loppets mest offensive deltagare
Vinnare av prologen, samt etapperna 7a, 10, 11a, 12, 14, 20b och 23
Vinnare av Coppa Agostoni
Vinnare av Escalada a Montjuïc
1971
Vinnare av Super Prestige Pernod
Giro di Sardegna
 Vinnare totalt
Vinnare av etapperna 1, 3a och 5
Paris-Nice
 Vinnare totalt
Vinnare av prologen, samt etapperna 2b och 8b
Vinnare av Milano-Sanremo
Vinnare av Omloop Het Volk
Belgien runt
 Vinnare totalt 
Vinnare av etapperna 1, 2 och 4
Vinnare av Liège-Bastogne-Liège
Vinnare av Rund um den Henninger Turm
Critérium du Dauphiné Libéré
 Vinnare totalt
Vinnare av etapperna 1 och 5b
GP du Midi-Libre
 Vinnare totalt
Vinnare av etapperna 1 och 3
Vinnare av GP Città di Camaiore
Tour de France
 Vinnare totalt
 Vinnare av poängtävlingen
 Vinnare av kombinationstävlingen
Vinnare av etapperna 2, 13, 17 och 20
Vinnare av  linjeloppet vid Världsmästerskapen i landsvägscykling
Vinnare av Lombardiet runt
Vinnare av Escalada a Montjuïc
1972
Vinnare av Super Prestige Pernod
Vinnare av prologen, samt etapperna 2 och 5 i Paris-Nice
Vinnare av Milano-Sanremo
Vinnare av Brabantse Pijl
Vinnare av Liège-Bastogne-Liège
Vinnare av Vallonska pilen
Giro d'Italia
 Vinnare totalt
Vinnare av etapperna 12, 14, 16 och 19b
Tour de France
 Vinnare totalt
 Vinnare av kombinationstävlingen
 Vinnare av poängtävlingen
Vinnare av prologen samt etapperna 5b, 8, 13, 14 och 20a
Vinnare av Scheldeprijs
Vinnare av Giro del Piemonte
Vinnare av Giro dell'Emilia
Vinnare av Trofeo Baracchi (med Roger Swerts)
Vinnare av Escalada a Montjuïc
1973
Vinnare av Super Prestige Pernod
Vinnare av Trofeo Laigueglia
Giro di Sardegna
 Vinnare totalt
Vinnare av etapp 4a
Vinnare av Omloop Het Volk
Vinnare av prologen i Paris-Nice
Vinnare av Gent-Wevelgem
Vinnare av Amstel Gold Race
Vinnare av Paris-Roubaix
Vinnare av Liège-Bastogne-Liège
Vuelta a España
 vinnare totalt
 Vinnare av kombinationstävlingen
Vinnare av prologen samt etapperna 8, 10, 15b, 16 och 17b
Giro d'Italia
 Vinnare totalt
 Vinnare av poängtävlingen
Vinnare av prologen, samt etapperna 1, 4, 8, 10 och 18
Grand Prix de Fourmies
 Vinnare totalt
Vinnare av etapp 1
Vinnare av Paris-Bryssel
1974
Vinnare av Super Prestige Pernod
Vinnare av Trofeo Laigueglia
Vinnare av prologen, samt etapperna 1 och 5 i Paris-Nice
Giro d'Italia
 Vinnare totalt
Vinnare av etapperna 12 och 21
Tour de Suisse
 Vinnare totalt
 Vinnare av poängtävlingen
 Vinnare av bergspristävlingen
Vinnare av prologen, samt etapperna 2 och 9b
Tour de France
 Vinnare totalt
 Vinnare av kombinationstävlingen
 utsedd till loppets mest offensive deltagare
Vinnare av prologen, samt etapperna 7, 9, 10, 15, 19b, 21 och 22
Vinnare av  linjeloppet vid Världsmästerskapen i landsvägscykling
Vinnare av Escalada a Montjuïc
1975
Vinnare av Super Prestige Pernod
Giro di Sardegna
 Vinnare totalt
Vinnare av  etapp 2
Vinnare av Monte Urpino
Vinnare av prologen och etapp 5 i Paris-Nice
Vinnare av Milano-Sanremo
Vinnare av Amstel Gold Race
Setmana Catalana
 Vinnare totalt
Vinnare av etapp 3b
Vinnare av Flandern runt
Vinnare av Liège-Bastogne-Liège
Tour de Romandie
 Vinnare av poängtävlingen
Vinnare av etapperna 2 och 5b
Tour de Suisse
 Vinnare av poängtävlingen
Vinnare av etapp 4
Tour de France
 utsedd till loppets mest offensive deltagare
Vinnare av etapperna 6 och 9b
Vinnare av Druivenkoers Overijse
Vinnare av Circuit de l'Aulne
Vinnare av Escalada a Montjuïc
1976
Tirreno-Adriatico
 Vinnare av bergspristävlingen
Vinnare av etapp 2
Vinnare av Milano-Sanremo
Setmana Catalana
 Vinnare totalt
Vinnare av etapperna 3 och 4b
Vinnare av prologen i Tour de Romandie
1977
 Vinnare totalt Tour Méditerranéen
Vinnare av etapp 4 i Paris-Nice
Vinnare av etapp 5 i Tour de Suisse

### Placeringar i större etapplopp
| Grand Tours           |      |      |      |      |      |      |      |      |      |      |      |      |      |         |
| Grand Tour            | 1965 | 1966 | 1967 | 1968 | 1969 | 1970 | 1971 | 1972 | 1973 | 1974 | 1975 | 1976 | 1977 | Etapper |
| Giro d'Italia         | —    | —    | 9    | 1P   | DNF  | 1B   | —    | 1    | 1P   | 1    | —    | 8    | —    | 24      |
| Tour de France        | —    | —    | —    | —    | 1BPK | 1BK  | 1PK  | 1PK  | —    | 1K   | 2    | —    | 6    | 34      |
| Vuelta a España       | —    | —    | —    | —    | —    | —    | —    | —    | 1K   | —    | —    | —    | —    | 6       |
| Övriga                |      |      |      |      |      |      |      |      |      |      |      |      |      |         |
| Lopp                  | 1965 | 1966 | 1967 | 1968 | 1969 | 1970 | 1971 | 1972 | 1973 | 1974 | 1975 | 1976 | 1977 | Etapper |
| Tour de Suisse        | —    | —    | —    | —    | —    | —    | —    | —    | —    | 1BP  | 2P   | —    | 12   | 5       |
| Critérium du Dauphiné | —    | —    | —    | —    | —    | —    | 1    | —    | —    | —    | 10   | 8    | —    | 3       |
| Paris-Nice            | —    | 4    | 10   | DNF  | 1    | 1BP  | 1    | 2    | 3    | 3    | 2    | —    | —    | 22      |
| Tour de Romandie      | —    | —    | —    | 1    | —    | —    | —    | —    | —    | —    | 14P  | 3    | 7    | 4       |
| Volta a Catalunya     | —    | —    | —    | 1    | —    | —    | —    | —    | —    | —    | —    | —    | —    | 2       |
| Tirreno-Adriatico     | —    | —    | —    | —    | —    | —    | —    | —    | —    | —    | —    | 2B   | —    | 1       |
| Giro di Sardegna      | —    | —    | 28   | 1    | —    | 2    | 1    | 33   | 1    | 4    | 1    | 5    | 20   | 11      |
| Setmana Catalana      | —    | —    | —    | 1    | —    | —    | —    | —    | 2    | 1PB  | 1    | 1    | 5    | 4       |

DNF = fullföljde ej
Vinnare: B=Bergspristävlingen, P=Poängävlingen, K=Kombinationstävlingen

### Placeringar i större endagslopp
| Monumenten                            |      |      |      |      |      |      |      |      |      |      |      |      |      |
| Lopp                                  | 1965 | 1966 | 1967 | 1968 | 1969 | 1970 | 1971 | 1972 | 1973 | 1974 | 1975 | 1976 | 1977 |
| Milano-Sanremo                        | —    | 1    | 1    | 31   | 1    | 8    | 1    | 1    | —    | —    | 1    | 1    | 96   |
| Flandern runt                         | —    | DNF  | 3    | 9    | 1    | 3    | 74   | 7    | 3    | 3    | 1    | 17   | DNF  |
| Liège-Bastogne-Liège                  | —    | 8    | 2    | —    | 1    | 3    | 1    | 1    | 1    | —    | 1    | 6    | 6    |
| Paris-Roubaix                         | —    | 15   | 8    | 1    | 2    | 1    | 5    | 7    | 1    | 4    | 2    | 6    | 11   |
| Lombardiet runt                       | —    | 2    | 6    | 3    | —    | 4    | 1    | 1    | —    | 2    | 6    | —    | —    |
| Övriga                                |      |      |      |      |      |      |      |      |      |      |      |      |      |
| Lopp                                  | 1965 | 1966 | 1967 | 1968 | 1969 | 1970 | 1971 | 1972 | 1973 | 1974 | 1975 | 1976 | 1977 |
| Vallonska pilen                       | —    | DNF  | 1    | —    | 5    | 1    | —    | 1    | 2    | —    | 3    | 4    | —    |
| Amstel Gold Race                      | —    | —    | 16   | —    | 3    | 8    | —    | —    | 1    | —    | 1    | —    | 9    |
| Paris-Tours                           | —    | 20   | —    | 8    | —    | —    | —    | 116  | 6    | DNF  | 9    | —    | 38   |
| Gent-Wevelgem                         | —    | 9    | 1    | 9    | —    | 1    | 14   | 3    | 1    | 2    | 6    | 10   | —    |
| Omloop Het Volk                       | —    | 3    | —    | —    | 12   | 7    | 1    | 3    | 1    | 6    | 6    | 15   | 5    |
| Grote Prijs E3-Harelbeke              | —    | —    | 8    | 17   | 7    | —    | 3    | 2    | 14   | —    | —    | —    | —    |
| Scheldeprijs                          | 10   | —    | —    | —    | —    | —    | —    | 1    | 9    | —    | —    | —    | —    |
| Giro dell'Emilia                      | —    | —    | —    | —    | —    | 7    | 5    | 1    | —    | —    | —    | —    | —    |
| Rund um den Henninger Turm            | —    | 23   | 7    | —    | —    | 8    | 1    | 2    | —    | 2    | 7    | 7    | —    |
| Gran Piemonte                         | —    | —    | —    | —    | —    | —    | —    | 1    | —    | —    | —    | —    | —    |
| Paris-Bryssel                         | —    | 20   | x    | x    | x    | x    | x    | x    | 1    | 2    | —    | —    | —    |
| Züri Metzgete                         | —    | —    | —    | 12   | 4    | —    | —    | —    | —    | —    | 2    | 7    | 4    |
| Världsmästerskapen i landsvägscykling |      |      |      |      |      |      |      |      |      |      |      |      |      |
| Disciplin                             | 1965 | 1966 | 1967 | 1968 | 1969 | 1970 | 1971 | 1972 | 1973 | 1974 | 1975 | 1976 | 1977 |
| Linjelopp                             | 29   | 12   | 1    | 8    | DNF  | 29   | 1    | 4    | 4    | 1    | 8    | 5    | 33   |

DNF = fullföljde ej
x = ej avhållet

### Placeringar i Super Prestige Pernod
Super Prestige Pernod var en inofficiell världscup som instiftades 1959. 1988 erattes den av UCI:s officiella World Cup.
| Super Prestige Pernod |      |      |      |      |      |      |      |      |      |      |      |      |      |
|                       | 1965 | 1966 | 1967 | 1968 | 1969 | 1970 | 1971 | 1972 | 1973 | 1974 | 1975 | 1976 | 1977 |
| Slutplacering:        | —    | 6    | 2    | 5    | 1    | 1    | 1    | 1    | 1    | 1    | 1    | 4    | 24   |

## Meriter - bana
| Eddy Merckx podieplaceringar: 1967/1968 2:a i omnium 1969/1970 Europamästare i madison (med Patrick Sercu) 2:a i omnium 1974/1975 Europamästare i omnium 1977/1978 Europamästare i madison (med Patrick Sercu) 1972 (25 oktober) Världsrekord i entimmescykling (49,432 km) | 1965/1966 Vinnare av Gents sexdagars (med Patrick Sercu) 1967/1968 Vinnare av Gents sexdagars (med Patrick Sercu) 1968/1969 Vinnare av Charlerois sexdagars (med Ferdinand Bracke) 1970/1971 Vinnare av Milanos sexdagars (med Julien Stevens) 1973/1974 Vinnare av Dortmunds sexdagars (med Patrick Sercu) Vinnare av Grenobles sexdagars (med Patrick Sercu) Vinnare av Antwerpens sexdagars (med Patrick Sercu) 1974/1975 Vinnare av Antwerpens sexdagars (med Patrick Sercu) | 1975/1976 Vinnare av Gents sexdagars (med Patrick Sercu) Vinnare av Grenobles sexdagars (med Patrick Sercu) Vinnare av Antwerpens sexdagars (med Patrick Sercu) Vinnare av Rotterdams sexdagars (med Patrick Sercu) 1977/1978 Vinnare av Gents sexdagars (med Patrick Sercu) Vinnare av Maastrichts sexdagars (med Patrick Sercu) Vinnare av Zürichs sexdagars (med Patrick Sercu) Vinnare av Berlins sexdagars (med Patrick Sercu) Vinnare av Münchens sexdagars (med Patrick Sercu) |

## Övrigt
- Eddy Merckx har sedan 15 september 2003 en tunnelbanestation i Bryssel uppkallad efter sig.